# دنیس کسل
دنیس کسل (اوکراینی: Денис Сергійович Кесіль؛ زادهٔ ۲۶ اکتبر ۲۰۰۰) ورزشکار ورزش شنا اهل اوکراین است.